# جورج موردوك
جورج موردوك (بالإنجليزية: George Murdock)‏ هو عالم إنسان أمريكي، ولد في 11 مايو 1897 في ميريديان في الولايات المتحدة، وتوفي في 29 مارس 1985 في Devon, Pennsylvania ‏ في الولايات المتحدة.

## وصلات خارجية
- جورج موردوك على موقع الموسوعة البريطانية (الإنجليزية)